# В'юниця
В'юниця — річка в Україні, у Ніжинському районі Чернігівської області. Ліва притока Остра (басейн Дніпра).

## Опис
Довжина річки 42 км., похил річки — 0,39 м/км. Площа басейну 371 км². Швидкість течії — 0,1. Русло річки (позначки урізу води) в середній течії (село Талалаївка) знаходиться на висоті 120,2 м над рівнем моря. Річка служить водоприймачем системи каналів. Русло випрямлено в канал (каналізовано), шириною 5 м і глибиною 0,5-0,8 м (в частини гирла відповідно 6 і 1,7). Біля села Почечине русло розділяється на два магістральні канали, які з'єднуються з річкою Остер: північний (шириною 10 м і глибиною 1,5-2,0 м) — в двох місцях на схід від Крут та південніше Омбишу, південний (шириною 10-16 м і глибиною 2,0-2,5 м) — на північ від села Барбурське. Створені великі мережі каналів, також примикають поодинокі канали. На річці немає ставків.
Заплава зайнята заболоченими ділянками з луками і чагарниками, лісосмугами.

## Розташування
Бере початок на південній стороні від Почечена (колишній хутір Почекин). Тече переважно на південний захід через Пашківку, далі між Курилівкою і Безуглівкою. Повертає на північний захід і на південному сході від Мильників впадає у річку Остер, ліву притоку Десни. 
Населені пункти вздовж берегової смуги: Талалаївка, Хвилівка, Кропивня, Пашківка, Безуглівка, Ніжинське, Курилівка.  Річку перетинає автомобільна дорога Р67.